# Faustball-Weltmeisterschaft 1990
| 7. Weltmeisterschaft 1990          | 7. Weltmeisterschaft 1990  |
| Männer                             | Männer                     |
| ---------------------------------- | -------------------------- |
| Anzahl Nationen                    | 11                         |
| Weltmeister                        | Bundesrepublik Deutschland |
| Gastgeber                          | Österreich                 |
| Stadt                              | Vöcklabruck                |
| Eröffnung                          | 19. September 1990         |
| Endspiel                           | 23. September 1990         |
| Verband                            | IFA                        |
| \| ← 6. WM 1986 \| 8. WM 1992 → \| |                            |
| ← 6. WM 1986                       | 8. WM 1992 →               |

Die 7. Faustball-Weltmeisterschaft der Männer fand vom 19. bis zum 23. September 1990 im oberösterreichischen Vöcklabruck statt. Österreich war damit nach 1968 zum zweiten Mal Ausrichter der Faustball-Weltmeisterschaft der Männer.

## Modus
Sechs Mannschaften spielen eine Qualifikation, während die fünf Erstplatzierten der vorherigen WM 1986 für die Vorrunde gesetzt sind. Die drei besten Mannschaften der Qualifikation spielen weiter in der Vorrunde, die übrigen Mannschaften der Qualifikation spielen eine Endrunde um die Plätze 9 bis 11.
In der Vorrunde wird in zwei Gruppen mit je vier Mannschaften gespielt. Im Halbfinale spielen die Gruppensieger der Vorrunde gegen den Gruppenzweiten der jeweils anderen Gruppe. Weiterhin spielen die Gruppendritten gegen den Gruppenvierten der jeweils anderen Gruppe um das Spiel um Platz fünf.

## Qualifikation
Die Spiele der Gruppe A fanden in Linz-Stamm, die Spiele der Gruppe B in Zwettl an der Rodl statt.

### Gruppe A
| 18.09.1990 | Italien | – | Uruguay | 36:26 | (18:13) |
| 18.09.1990 | Namibia | – | Uruguay | 38:23 | (18:13) |
| 18.09.1990 | Italien | – | Namibia | 22:32 | (7:17)  |

### Gruppe B
| 18.09.1990 | Chile | – | Dänemark | 48:19 | (26:10) |
| 18.09.1990 | DDR   | – | Dänemark | 50:8  | (24:5)  |
| 18.09.1990 | Chile | – | DDR      | 23:32 | (13:14) |

### Endrunde der Qualifikation
Alle Spiele der Endrunde der Qualifikation fanden in Kirchdorf an der Krems statt.
| Spiel um Platz 5 der Qualifikation | Spiel um Platz 5 der Qualifikation | Spiel um Platz 5 der Qualifikation | Spiel um Platz 5 der Qualifikation | Spiel um Platz 5 der Qualifikation | Spiel um Platz 5 der Qualifikation | Spiel um Platz 5 der Qualifikation | Spiel um Platz 5 der Qualifikation |
| ---------------------------------- | ---------------------------------- | ---------------------------------- | ---------------------------------- | ---------------------------------- | ---------------------------------- | ---------------------------------- | ---------------------------------- |
| 19.09.1990                         | Uruguay                            | –                                  | Dänemark                           | 40:21                              | (23:7)                             |                                    |                                    |
| Halbfinale der Qualifikation       |                                    |                                    |                                    |                                    |                                    |                                    |                                    |
| 19.09.1990                         | Namibia                            | –                                  | Chile                              | 24:27                              | (12:15)                            |                                    |                                    |
| 19.09.1990                         | DDR                                | –                                  | Italien                            | 25:20                              | (18:8)                             |                                    |                                    |
| Spiel um Platz 3 der Qualifikation |                                    |                                    |                                    |                                    |                                    |                                    |                                    |
| 19.09.1990                         | Namibia                            | –                                  | Italien                            | 25:20                              | (13:9)                             |                                    |                                    |
| Spiel um Platz 1 der Qualifikation |                                    |                                    |                                    |                                    |                                    |                                    |                                    |
| 19.09.1990                         | DDR                                | –                                  | Chile                              | 37:19                              | (15:9)                             |                                    |                                    |

Die DDR, Chile und Namibia haben sich damit für die Vorrunde qualifiziert. Italien, Uruguay und Dänemark spielen in einer Endrunde um die Plätze 9 bis 11.

## Vorrunde
Die Vorrundenspiele fanden in Bischofshofen (B), Rohrbach (R), Linz-Urfahr (L) und Wien (W) statt.

### Gruppe A
| 20.09.1990 | B | Schweiz        | – | Chile       | 38:17 | (18:7)  |
| 20.09.1990 | B | Argentinien    | – | Chile       | 32:18 | (16:10) |
| 20.09.1990 | B | BR Deutschland | – | Schweiz     | 29:24 | (11:13) |
| 21.09.1990 | R | BR Deutschland | – | Argentinien | 41:19 | (18:10) |
| 21.09.1990 | R | BR Deutschland | – | Chile       | 42:23 | (19:11) |
| 21.09.1990 | R | Schweiz        | – | Argentinien | 31:22 | (16:9)  |

### Gruppe B
| 20.09.1990 | L | Österreich | – | Namibia   | 29:17 | (18:??) |
| 20.09.1990 | L | Brasilien  | – | DDR       | 29:21 | (14:12) |
| 20.09.1990 | L | Österreich | – | DDR       | 28:20 | (18:8)  |
| 21.09.1990 | W | Brasilien  | – | Namibia   | 35:24 | (19:??) |
| 21.09.1990 | W | DDR        | – | Namibia   | 39:17 | (18:??) |
| 21.09.1990 | W | Österreich | – | Brasilien | 31:24 | (19:17) |

## Entscheidungsspiele
Alle Entscheidungsspiele fanden in Vöcklabruck statt.

### Entscheidungsspiele um das Spiel um Platz 5
| 22.09.1990 | Argentinien | – | Namibia | 34:16 | (16:8) |
| 22.09.1990 | DDR         | – | Chile   | 33:20 | (16:8) |

### Halbfinale
| 22.09.1990 | BR Deutschland | – | Brasilien | 32:21 | (12:10) |
| 22.09.1990 | Österreich     | – | Schweiz   | 29:25 | (14:11) |

## Platzierungs- und Finalspiele
Alle Platzierungs- und Finalspiele fanden in Vöcklabruck statt.

### Entscheidungsrunde um die Plätze 9 bis 11
| 22.09.1990 | Italien | – | Dänemark | 49:17 | (25:8)  |
| 22.09.1990 | Uruguay | – | Dänemark | 33:24 | (18:12) |
| 22.09.1990 | Italien | – | Uruguay  | 37:26 | (16:14) |

| Spiel um Platz 7 | Spiel um Platz 7 | Spiel um Platz 7 | Spiel um Platz 7 | Spiel um Platz 7 | Spiel um Platz 7 |
| ---------------- | ---------------- | ---------------- | ---------------- | ---------------- | ---------------- |
| 22.09.1990       | Namibia          | –                | Chile            | 30:29            | (16:14)          |
| Spiel um Platz 5 |                  |                  |                  |                  |                  |
| 22.09.1990       | DDR              | –                | Argentinien      | 27:23            | (12:13)          |
| Spiel um Platz 3 |                  |                  |                  |                  |                  |
| 22.09.1990       | Brasilien        | –                | Schweiz          | 30:20            | (13:12)          |
| Finale           |                  |                  |                  |                  |                  |
| 22.09.1990       | BR Deutschland   | –                | Österreich       | 37:12            | (15:6)           |

## Platzierungen
| Rang | Land                       |
| ---- | -------------------------- |
| 1.   | Bundesrepublik Deutschland |
| 2.   | Österreich                 |
| 3.   | Brasilien                  |
| 4.   | Schweiz                    |
| 5.   | DDR                        |
| 6.   | Argentinien                |
| 7.   | Namibia                    |
| 8.   | Chile                      |
| 9.   | Italien                    |
| 10.  | Uruguay                    |
| 11.  | Dänemark                   |